# La Maison du hérisson
Pour plus de détails, voir Fiche technique et Distribution.
La Maison du hérisson (Hedgehog's Home en version originale) est un film d'animation canado-croate de court métrage réalisé par Eva Cvijanović et sorti en 2017.

## Fiche technique
- Titre : La Maison du hérisson
- Titre originale : Hedgehog's Home
- Réalisation : Eva Cvijanović
- Scénario : Eva Cvijanović, d'après l'œuvre de Branko Copic
- Animation : Ivana Bošnjak, Eva Cvijanović et Thomas Johnson
- Montage :
- Musique : Darko Rundek
- Producteur : Jelena Popovic et Vanja Andrijevic
- Production : ONF et Bonobostudio
- Pays de production :  Canada et  Croatie
- Durée : 10 minutes
- Dates de sortie :
  - Allemagne : 14 février 2017
  - France : 12 juin 2017 (FIFA 2017)

## Distinctions
Il remporte le prix du jeune public pour un court métrage à l'édition 2017 du festival international du film d'animation d'Annecy.